# جبل القطار
جبل القطار هو جبل في سوريا يَقع في محافظة حمص، يوجد هذا الجبل في الجزء الأوسط من البلاد، وتحديدًا على بعد 230 كم شمال شرق دمشق عاصمة البلاد. يبلغ ارتفاع الجبل 764 مترًا فوق سطح البحر، أو عِند 62 مترًا فوق الأرض المحيطة بالجبل. يبلغ عرضها حوالي 2.1 كيلومتر عند سفح الجبل.

## الموقع
الأرض المحيطة بجبل القطار منبسطة إلى الجنوب الشرقي، لكنها تعتبر تلالًا واقعًا في الشمال الغربي. أعلى نقطة في المنطقة هي جبل السفرة، حيث تسلُك ارتفاع 967 مترًا فوق مستوى سطح البحر، 5.3 كيلومترات شمال جبل القصر. أكبر بلدة هي تدمر، تقع على بعد 13.3 كم جنوب جبل القطار.
تكاد تكون المنطقة المحيطة بجبل القصر مغطاة بالصحراء والبرية. هناك حوالي 14 شخصًا لكل كيلومتر مربع حول جبل القصر مع عدد قليل من السكان.

## المناخ
المناخ السائد في هذا الجبل هو المناخ الصحرازي الحار. يبلغ متوسط درجة الحرارة 23 درجة مئوية. يُعد يوليو أدفأ الشهور حيث تبلغ عند 36 درجة مئوية، وأبرد شهر هو شهر يناير عند 8 درجات مئوية. يبلغ متوسط هطول الأمطار 161 ملم في السنة. الشهر الأكثر رطوبة هو ديسمبر، مع 40 مم من الأمطار، والأقل رطوبة في شهر أغسطس بنسبة 1 مم.
| مخطط المناخ جبل القطار | مخطط المناخ جبل القطار | مخطط المناخ جبل القطار | مخطط المناخ جبل القطار | مخطط المناخ جبل القطار | مخطط المناخ جبل القطار | مخطط المناخ جبل القطار | مخطط المناخ جبل القطار | مخطط المناخ جبل القطار | مخطط المناخ جبل القطار | مخطط المناخ جبل القطار | مخطط المناخ جبل القطار |
| --- | ---------------------- | ---------------------- | ---------------------- | ---------------------- | ---------------------- | ---------------------- | ---------------------- | ---------------------- | ---------------------- | ---------------------- | ---------------------- |
| 01 | 02                     | 03                     | 04                     | 05                     | 06                     | 07                     | 08                     | 09                     | 10                     | 11                     | 12                     |
| 31 12 3 | 26 16 4                | 20 25 9                | 5 31 13                | 12 40 18               | 2 45 23                | 2 44 27                | 1 44 27                | 1 41 23                | 9 33 16                | 12 22 10               | 40 14 4                |
| متوسط درجة-الحرارة °س مجاميع الهطل مم |                        |                        |                        |                        |                        |                        |                        |                        |                        |                        |                        |
| بالوحدات الإنكليزية \| 01 \| 02 \| 03 \| 04 \| 05 \| 06 \| 07 \| 08 \| 09 \| 10 \| 11 \| 12 \| \| 1.2 54 37 \| 1 61 39 \| 0.8 77 48 \| 0.2 88 55 \| 0.5 104 64 \| 0.1 113 73 \| 0.1 111 81 \| 0 111 81 \| 0 106 73 \| 0.4 91 61 \| 0.5 72 50 \| 1.6 57 39 \| \| متوسط درجة-الحرارة °ف مجاميع الهطول ″ \| \| \| \| \| \| \| \| \| \| \| \| |                        |                        |                        |                        |                        |                        |                        |                        |                        |                        |                        |
| 01 | 02                     | 03                     | 04                     | 05                     | 06                     | 07                     | 08                     | 09                     | 10                     | 11                     | 12                     |
| 1.2 54 37 | 1 61 39                | 0.8 77 48              | 0.2 88 55              | 0.5 104 64             | 0.1 113 73             | 0.1 111 81             | 0 111 81               | 0 106 73               | 0.4 91 61              | 0.5 72 50              | 1.6 57 39              |
| متوسط درجة-الحرارة °ف مجاميع الهطول ″ |                        |                        |                        |                        |                        |                        |                        |                        |                        |                        |                        |

| 01                                    | 02      | 03        | 04        | 05         | 06         | 07         | 08       | 09       | 10        | 11        | 12        |
| 1.2 54 37                             | 1 61 39 | 0.8 77 48 | 0.2 88 55 | 0.5 104 64 | 0.1 113 73 | 0.1 111 81 | 0 111 81 | 0 106 73 | 0.4 91 61 | 0.5 72 50 | 1.6 57 39 |
| متوسط درجة-الحرارة °ف مجاميع الهطول ″ |         |           |           |            |            |            |          |          |           |           |           |